# 中国科学院植物研究所
中国科学院植物研究所（英語：Institute of Botany, Chinese Academy of Sciences，缩写作 ；简称中科院植物所或植物研究所，研究所内部常常称为植物所）是位于中国北京市海淀区的一所以植物为主要研究对象的研究机构，隶属于中国科学院。它地处北京香山脚下，有着80多年的建所历史。现有中国科学院院士5人，在岗博士研究生导师66人，在岗硕士研究生导师83人，在学研究生604人，在站博士后51人。所内成立了研究生会，并主办了研究生自己的报纸《青青水杉》。
植物研究所以整合植物生物学为学科定位，以植物对环境适应的生物学基础为主要研究方向,以绿色高效农业和生态环境的国家需求为重要研究领域，重点在植物系统发育重建和进化、陆地植被/生态系统与全球变化、资源植物分子与发育生物学、植物信号转导与代谢组学、生物多样性保育与可持续利用等方面开展系统的研究。

## 历史沿革

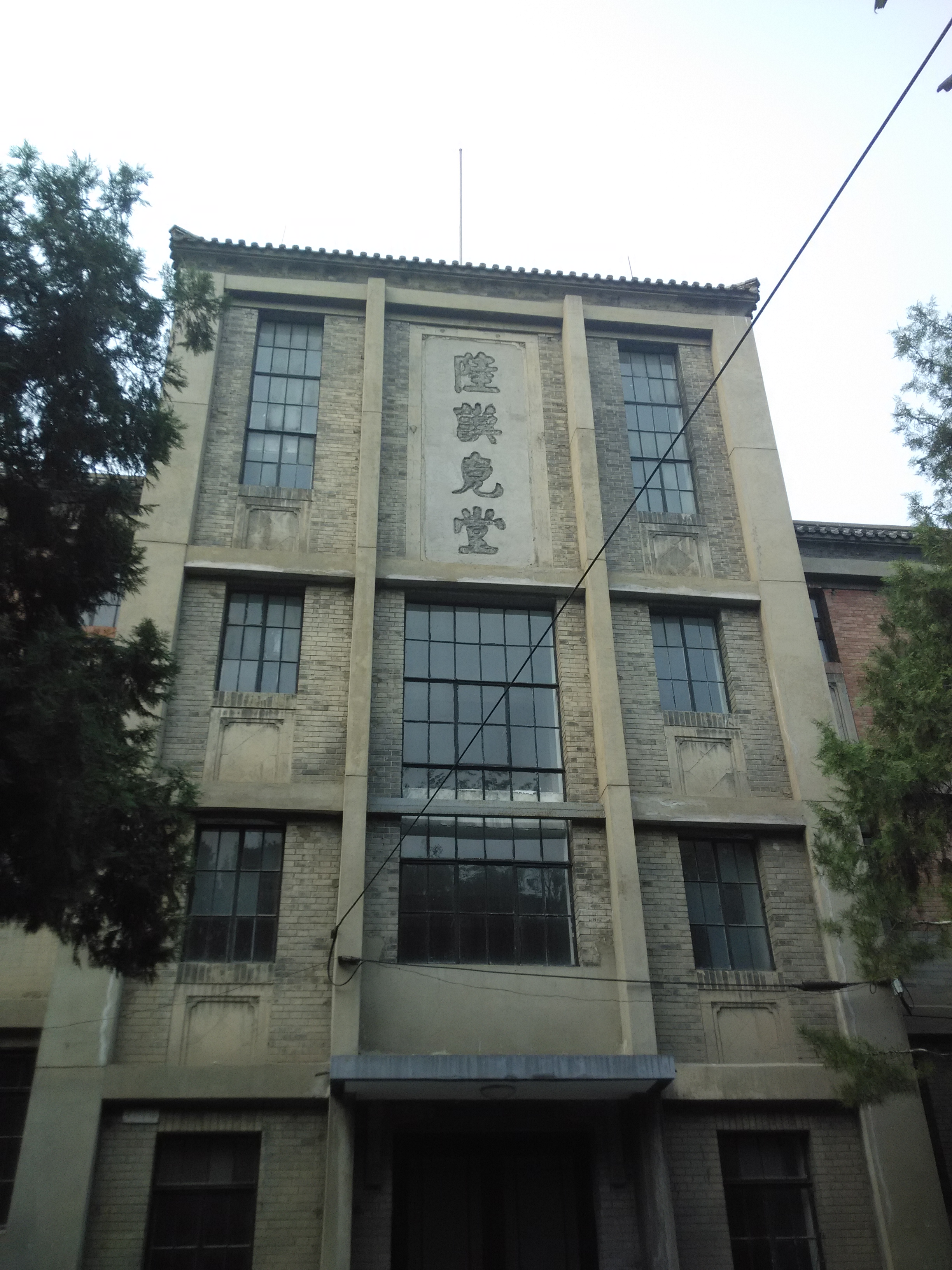
陆谟克堂

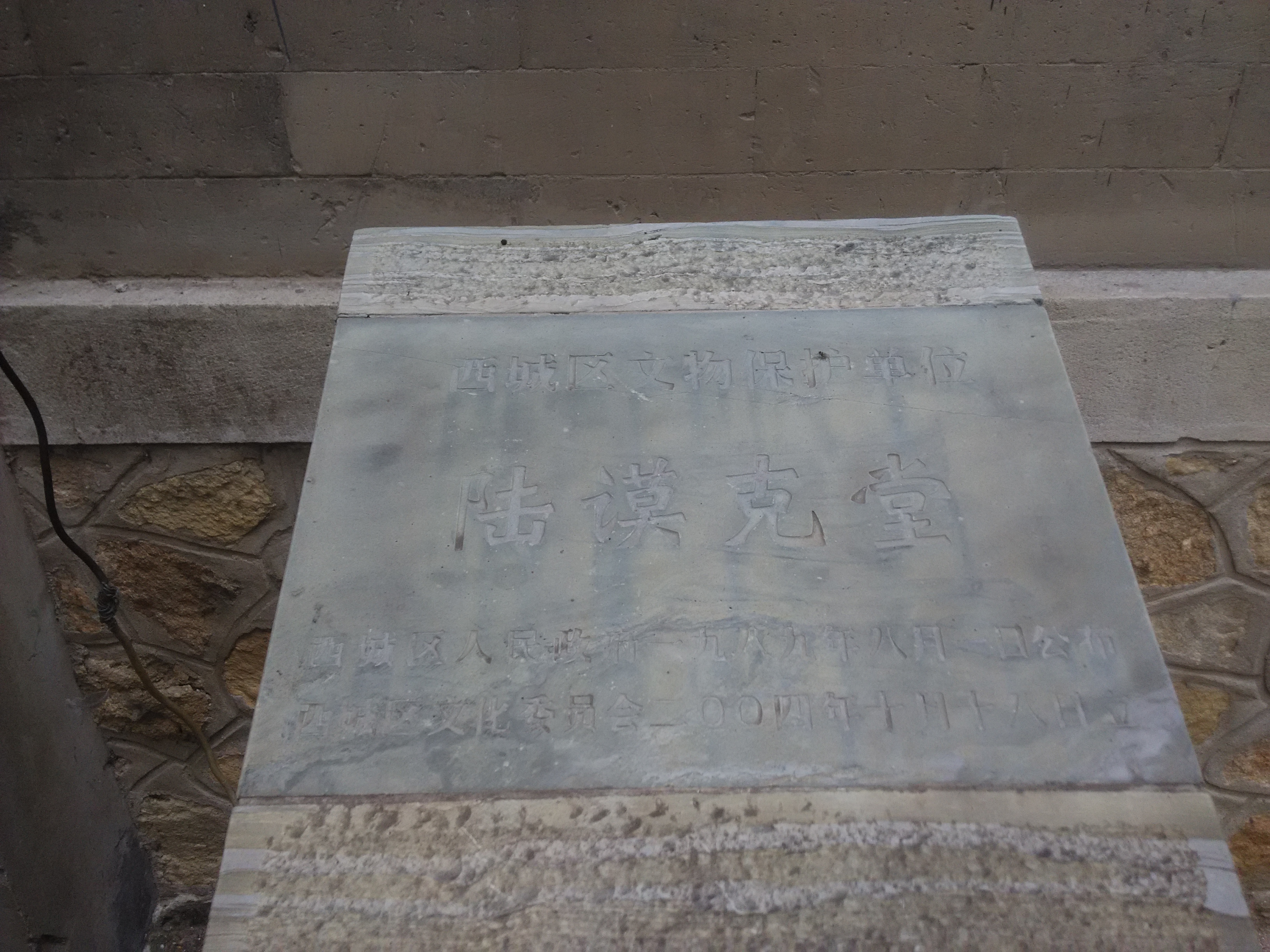
北京市给予陆谟克堂颁发的西城区文物保护单位标识碑

1950年，由静生生物调查所（1928年建立）植物部和北平研究院植物研究所（1929年建立）合并为中国科学院植物分类研究所，1953年改名为中国科学院植物研究所。植物所老所址基本上延续的是北平研究院植物研究所的所址（今位于北京市西城区西直门外大街141号），包括来远楼（今动物园西北角）和“黄房”（今动物园长颈鹿馆西）及陆谟克堂，现原址仍保存有西城区文物保护单位-陆谟克堂（为纪念生物学家拉马克所建，位于北京动物园内），对面为中国科学院古脊椎动物与古人类研究所。自80年代开始，植物所办公和科研逐渐迁往位于海淀区香山附近的植物园，1995年完全搬迁至现所址。

2013年，陆谟克堂及西外大街137号院整体移交给古脊椎所，不再隶属于植物所管理。移交后，古脊椎所将陆谟克堂修缮改建，成为该所的所史馆。

植物所在其发展过程中，曾经在京外建立过很多工作站，这些工作站是现在一些研究机构和大学的前身。如昆明工作站发展为昆明植物研究所，西北工作站发展为西北农林科技大学。一部分实验室也分离出去，成为其他研究所的前身。如真菌植物病理研究室发展为现今的微生物所，遗传栽培研究室发展为遗传所。

## 所长与院士

### 历任所长
1. 秉　志（1928至1932年，北平静生生物调查所所长）
2. 胡先骕（1932至1949年，北平静生生物调查所所长）
3. 刘慎谔（1929至1949年，国立北平研究院植物学研究所所长）
4. 钱崇澍（1950至1965年，植物研究所所长）
5. 钱迎倩（1983至1987年，植物研究所所长）
6. 路安民（1987至1990年，植物研究所所长）
7. 张新时（1990至1998年，植物研究所所长）
8. 韩兴国（1998至2006年，植物研究所所长）
9. 马克平（2006至2010年，植物研究所所长）
10. 方精云（2010至2016年，植物研究所所长）
11. 方精云（2016至今，植物研究所学术所长）
12. 汪小全（2018年至今，植物研究所所长）

### 院士
1. 张新时（生态学）
2. 洪德元（种子植物分类）
3. 王文采（植物分类学、植物地理学）
4. 匡廷云（光合膜蛋白结构与功能）
5. 方精云（植被结构与功能）
6. 种康（植物分子发育生理）

## 研究部门
植物所现有7个研究和支撑部门、1个公共技术服务中心、10个野外台站和1个亚洲最大的植物标本馆。研究和支撑部门包括2个国家重点实验室（系统与进化植物学国家重点实验室、植被与环境变化国家重点实验室）、3个中国科学院重点实验室（中科院植物分子生理学重点实验室、中科院光生物学重点实验室、中科院北方资源植物重点实验室）、北京植物园（含华西亚高山植物园）、文献与信息管理中心。中国科学院生态系统研究网络（CERN）生物分中心、中国科学院内蒙古草业研究中心、中国科学院太阳能光-生物转化研究中心依托植物所。

## 硕博培养点
植物所是首批经国务院学位委员会批准的博士、硕士学位授予权单位之一，现设有植物学、发育生物学、生态学、细胞生物学共4个博士研究生培养点，植物学、发育生物学、细胞生物学、生态学、生物工程共5个硕士研究生培养点，并设有生物学、生态学专业一级学科博士后流动站，已培养博、硕士研究生2500余人。

## 挂靠单位
植物所是中国植物学会、北京生态学会、中国植物学会植物园分会、中国花卉协会蕨类植物分会、《Flora of China》编辑委员会和《Journal of Plant Physiology》中国编辑部的挂靠单位。

## 主办刊物
植物所主办的刊物有：论文期刊《Journal of Integrative Plant Biology》、《Journal of Systematics and Evolution》、《Journal of Plant Ecology》、《植物生态学报》、《生物多样性》、《植物学报》和科普杂志《生命世界》。

## 园区风貌

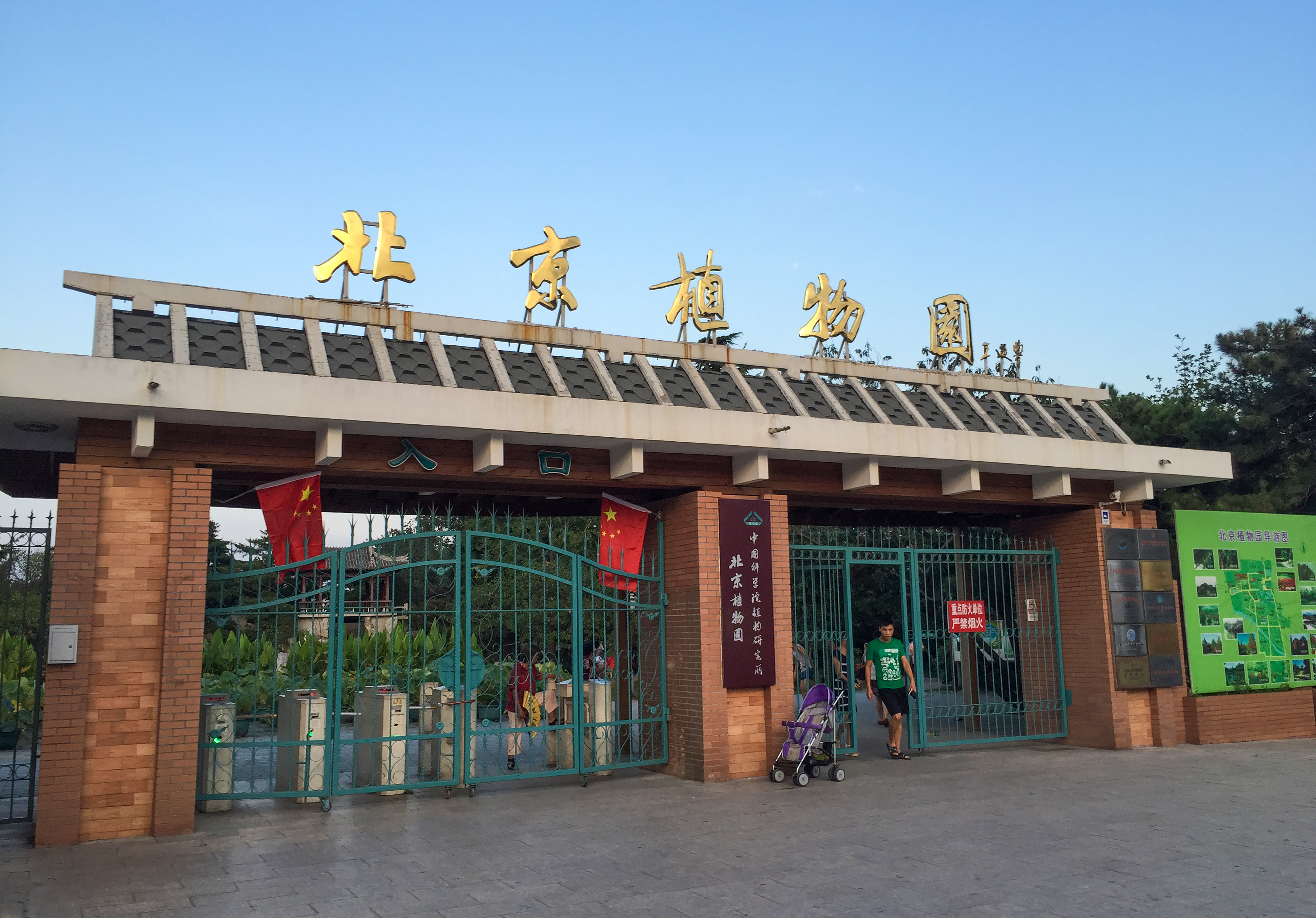
中国科学院北京植物园西门（2015年9月），现为国家植物园南园

与其他诸多京区中科院研究所不同，植物所单独位于植物园景区之内，不与其他研究所毗邻。也正因为位于景区范围内，植物所较难修建高层建筑，最高楼是标本馆（6层建筑，1984年落成），其他建筑为3层及以下。大多数建筑年代较早，处处透露着古朴。研究所科研区和生活区与植物园没有特别明显的分界线，在喧闹的都市之郊给植物所造就了一个安静的环境。植物所单个园区面积占地1000多亩，大部分为植被覆盖，为中科院京区研究所之最，戏称为“中国科学院香山园区”、“中国科学院大学香山校区”。
研究所植物园里有一个欧式的木质建筑，大家习惯称它为“小木屋”，是1993年电视剧《东边日出西边雨》拍摄时搭建的取景地。现在改建成了一个环境优雅的花园酒吧。在植物园西侧有一排不起眼的灰色小平房，其中一间是溥仪当年在植物园劳动时所住的地方。如今，这些房子还保留着当年的原貌，但未对公众开放。
但是植物所园区也面临一些困难。自1995年总部搬迁到植物园之后，由于位置偏僻，所里的设施如水、电、暖完全由植物所独立承担，而不是像中关村和北郊地区研究所群实行统一管理，基本建设（宿舍、实验楼、道路等）也受到很大限制。这些客观条件给植物所对优秀人才的吸引力造成一些障碍，亦对研究生招生造成不利影响。

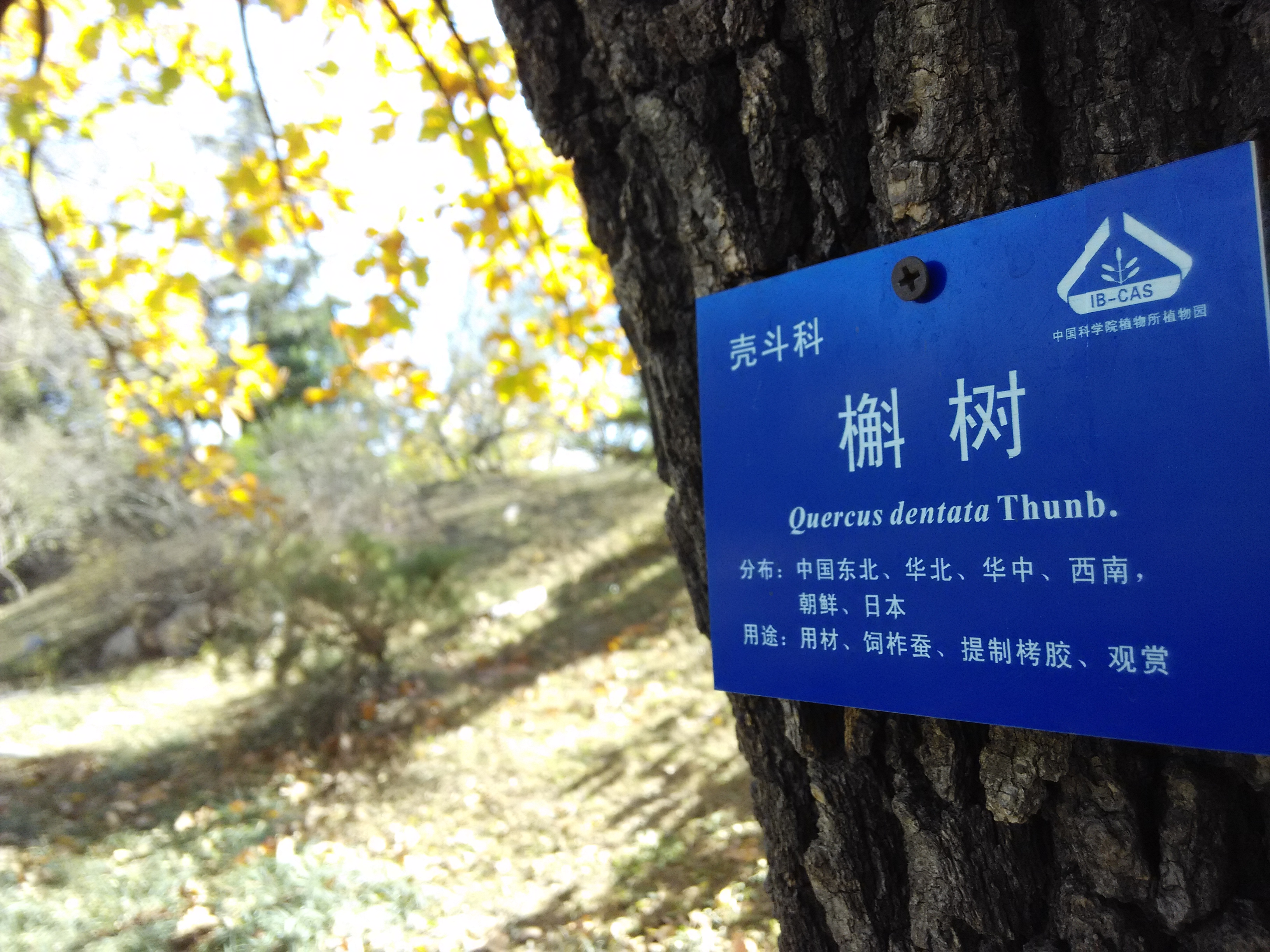
中科院植物园植物标识牌（2014年11月）

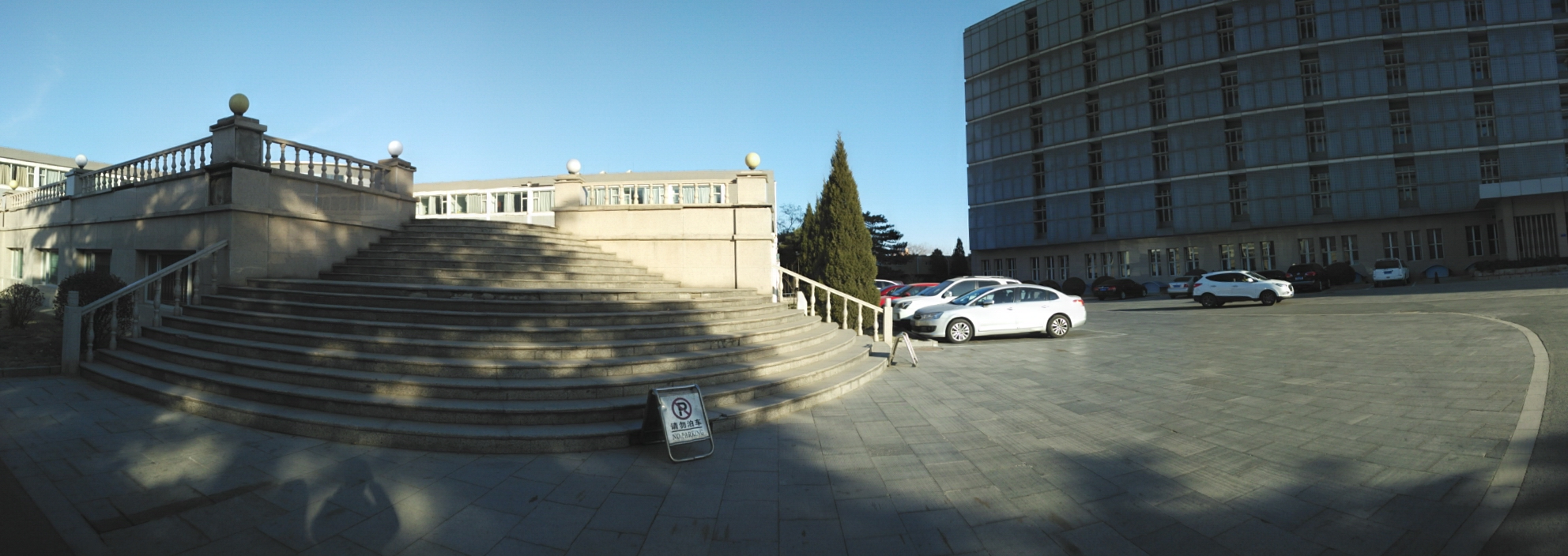
植物所植物园园区一角

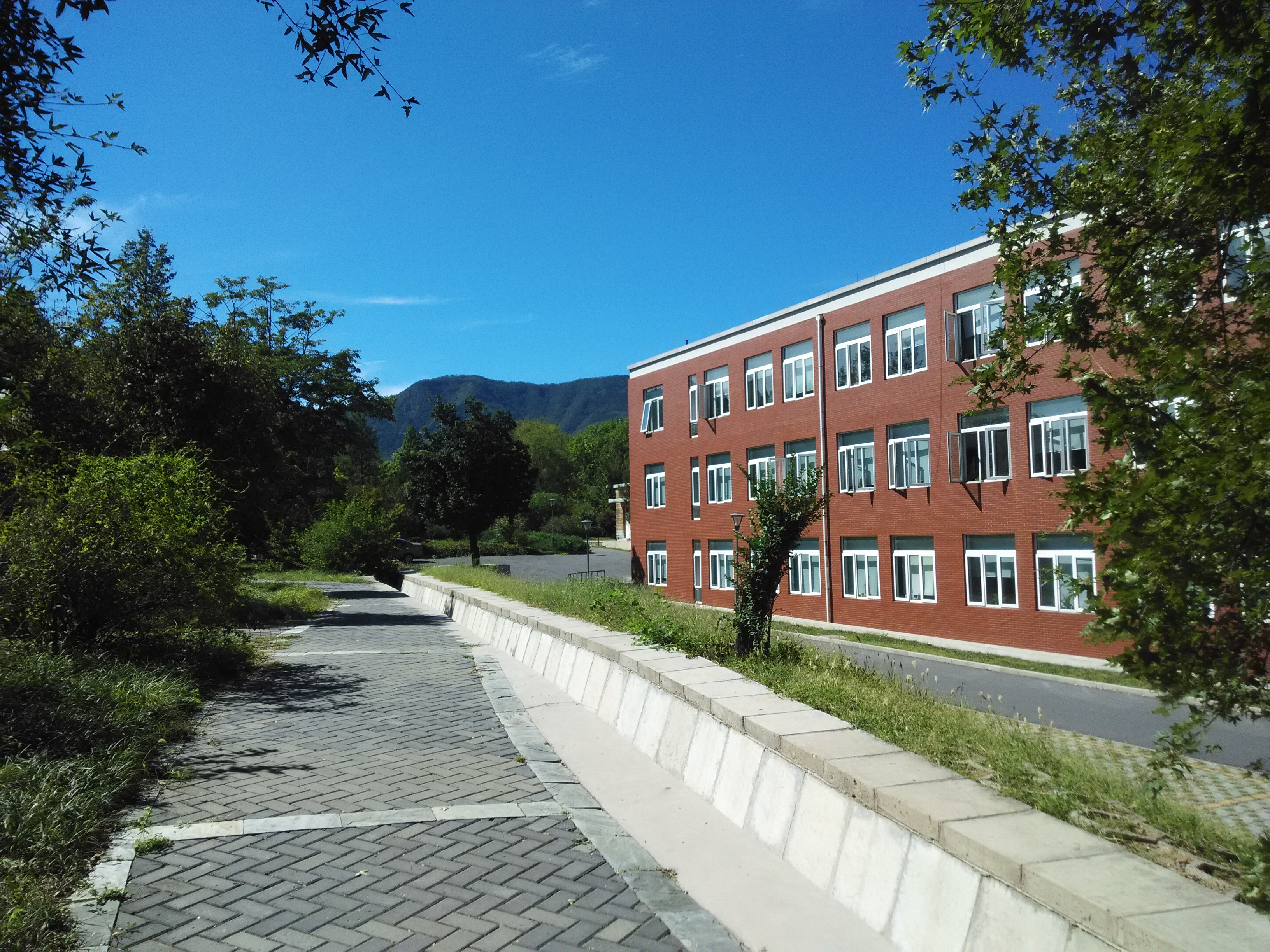
植物所新实验楼，远处为西山

## 形象标识

### 所徽
植物所所徽整体呈三角形，主色调为绿色。三角形上部的两条边分别代表着研究领域中的微观与宏观部分，底边则代表大地；三角形中间的植物每个叶片代表着一个研究部门，显示了植物所当时由四个研究中心和一个植物园组成。从总体上来看，整个所徽又像是一个植物组织培养瓶，代表着高新技术。

所徽设计者为中国国际广播电台的冯玉英，所徽于1998年10月1日正式启用。

### 所名
植物所所名采用郭体手书，与中国科学院院名保持一致。

### 建所纪念
2018年，是植物所建所90周年。2018年9月，植物所建所90周年专题网站上线，所庆标识同时发布。

## 科学推廣與文化生活

### 科学传播
园区内多数植物均悬挂有科普标识牌，另外还建有科普展示中心和中国科学院北京植物园科普实践中心，每年会举办各种科普展览。

### 科学绘画
植物所标本馆设有专门的植物科学绘画人员，他们在标本馆建设和植物分类研究中起着非常重要的作用。但是现在专门从事植物科学绘画的人并不多。植物所的植物科学绘画师李爱莉曾经参与拍摄CCTV-10的一个保护濒危植物的公益广告。

### 宣传片
2016年10月前，从网络检索结果来看，植物所没有推出任何官方的宣传片。2016年11月，在中科院院属单位宣传片展映与评选网站，植物所上传了由所内人员自己制作的中文宣传片，可视为官方推出的第一个宣传片。

### 毕业视频
每年5-6月份毕业季期间，植物所研究生会都会拍摄纪念视频，一般以采访毕业生、导师及管理支撑部门为主。

### 青青水杉

#### 《青青水杉》报纸
《青青水杉》创刊于2007年1月28日，是一份主要反映广大研究生学习和生活的报纸，由植物所研究生会自主创办。开刊词为《春之舞者》，由当时的硕士研究生王华锋所写。报纸名称“青青水杉”是从全所教职工和研究生中征集得来，一是为了纪念植物的活化石——水杉的发现者、中国植物学的鼻祖胡先骕先生，二是象征植物所生机勃勃、富有朝气的研究生们。首期发行了600份，创刊初期每月发行一期，提供纸质版本和电子版本，在研究生会网站（http://graduate.ibcas.ac.cn/yuandi/index.html）可以浏览电子版本。现在该网站已无法打开，发行频率亦改为半年发行一期。
2016年，青青水杉已全面改版为青青水杉杂志。

#### 青青水杉BBS
青青水杉BBS是植物所的一个内部论坛，需要在研究所内部局域网环境下才能登陆查看。现在发帖量和浏览量都较少。